# Robert Wilhelm Grünwaldt

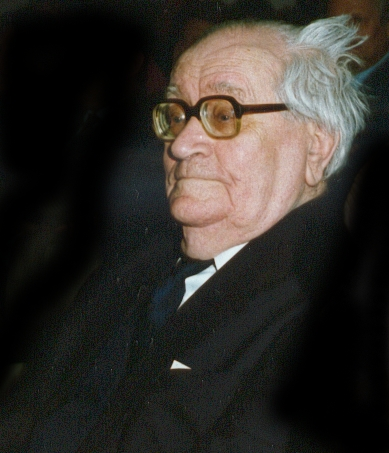
Robert Wilhelm Grünwaldt (1909–2003)

Robert Wilhelm Grünwaldt (geboren am 12. Februar 1909 in Riga; gestorben am 12. August 2003 in Töging/Inn) war ein deutscher Zoologe und Entomologe, bekannter Spezialist für Sandbienen.

## Leben
Robert Wilhelm Grünwaldt wurde am 12. Februar 1909 in Riga geboren. Sein Vater, ein Buchbinder, ist früh verstorben, aber er vererbte ihm die Liebe zu den Büchern. Grünwaldt besuchte in Riga das Deutsche Gymnasium und war schon als Schüler in einer Schülervereinigung für naturwissenschaftliches Arbeiten und Forschen. Anfangs sammelte er, angeregt durch einen Schaukasten in der Schule, Schmetterlinge, aber schon bald interessierte er sich für Hautflügler. Später studierte er an der mathematisch naturwissenschaftlichen Fakultät der lettischen Universität und an der Herder-Hochschule in Riga. Er war Schüler von Embrik Strand.
Während des Zweiten Weltkrieges war Grünwaldt zur Malaria-Bekämpfung in Cherson (Ukraine) stationiert. Seit 1938 war er mit Ellionore Grünwaldt (geb. Kolb-Kolbe) verheiratet, die 1983 verstarb. Durch den Krieg verlor er seine Bienen- und Literatursammlung.
Nach dem Weltkrieg ließ er sich in München nieder, wo er verschiedene Berufe ausübte. Er hat nach dem Weltkrieg noch einmal eine bedeutende Sammlung von Sandbienen für wissenschaftliche Untersuchungen aufgebaut. Er unternahm Sammelreisen in Österreich, Griechenland und anderen Mittelmeerländern, besuchte in ganz Europa naturwissenschaftliche Museen und internationale Kongresse. Seine Wohnung war immer wieder Treffpunkt für Entomologen und Ort von inspirierenden Fachgesprächen. Stets hat er mit seinem profunden Wissen anderen Wissenschaftlern geholfen. Er hat insbesondere junge Zoologen und Kollegen aus Osteuropa nach Kräften unterstützt.
Dr. Grünwaldt war im Alter praktisch erblindet, hat sich aber bis zuletzt intensiv mit wissenschaftlicher Literatur und Bienenkunde beschäftigt. Er starb am 12. August 2003 und ist in München beerdigt.

## Wissenschaftliche Reputation
Wilhelm Grünwaldt hat mehrere Publikationen über Sandbienen publiziert und seine Hilfe wurde bei vielen Publikationen im Dank erwähnt. Sowohl seine Bienensammlung als auch seine umfangreiche Fachbibliothek hat er der Zoologischen Staatssammlung München übereignet. Die Sammlung Grünwaldt ist eine der weltweit größten Sammlungen von Wildbienen der Gattung Andrena.
Patronyme. Folgende Arten von Hymenoptera wurden nach ihm benannt:
- Andrena livens grünwaldti (sic!) Warncke, 1967[3]
- Andrena wilhelmi Schuberth, 1995[4]
- Halictus gruenwaldti Ebmer, 1975[5]
- Rophites gruenwaldti Ebmer, 1978[6]
- Nomada gruenwaldti Schwarz, 1979[7]
- Priocnemis corax grünwaldti (sic!) Wolf 1962[8]
- Thyrateles gruenwaldti Heinrich, 1980[9].

Neubeschreibungen. Grünwald hat folgende Arten von Sandbienen beschrieben (zum großen Teil allerdings erst postum von E. Scheuchl publiziert):
- Andrena grossella Grünwaldt, 1976[10]
- Andrena ellinorae Grünwaldt & Osytshnyuk, 2005[11]
- Andrena heinrichi Grünwaldt, 2005[11]
- Andrena korbella Grünwaldt, 2005[11]
- Andrena mistrensis Grünwaldt, 2005[11]
- Andrena neovirida Grünwaldt, 2005[11]
- Andrena olympica Grünwaldt, 2005[11]